# Journy
Journy település Franciaországban, Pas-de-Calais megyében. Lakosainak száma 306 fő (2022. január 1.). Journy Bonningues-lès-Ardres, Alquines, Audrehem, Haut-Loquin és Quercamps községekkel határos.

## Népesség
A település népességének változása:
| Lakosok száma | 268  | 278  | 288  | 287  | 283  | 279  | 288  | 297  | 306  |
|               | 2013 | 2015 | 2016 | 2017 | 2018 | 2019 | 2020 | 2021 | 2022 |